# Trichoniscus circuliger
Trichoniscus circuliger là một loài chân đều trong họ Trichoniscidae. Loài này được Verhoeff miêu tả khoa học năm 1931.